# Marko Božić (austriacki piłkarz)
Marko Božić (ur. 14 maja 1998 w Wiedniu) – austriacki piłkarz występujący na pozycji lewego, prawego lub ofensywnego pomocnika w tureckim klubie Erzurumspor FK. Wychowanek Admiry Wacker Mödling i Rapidu Wiedeń.